# Алтхегненберг
Алтхегненберг (на немски: Althegnenberg) е община в окръг Фюрстенфелдбрук в Горна Бавария (Германия) с 1855 жители (към 31 декември 2013).
Намира се на около 14 km западно от град Фюрстенфелдбрук, на 18 km източно от Аугсбург и 40 km западно от Мюнхен. Разположен е на 536 метра надморска височина на Баварското плато.
Споменава се за пръв път в документ през 1096 г. като Haginiberc. През 12 и 13 век на височината се намирал малкият замък на Хегненбергите, важни съветници на Велфите и Вителсбахите. През 1300 г. от Хегненберг става Алтхегненберг. Днешната община Алтхегненберг е образувана през 1818 г.